# Linwood (New Jersey)
Linwood ist eine Stadt im Atlantic County, New Jersey, USA. Das U.S. Census Bureau ermittelte bei der Volkszählung 2020 eine Einwohnerzahl von 6971.

## Geographie
Nach dem United States Census Bureau hat die Stadt eine Gesamtfläche von 10,7 km², wovon 9,9 km² Land und 0,8 km² (7,49 %) Wasser ist.

## Geschichte
Zwei Bauwerke und Stätten in Linwood sind im National Register of Historic Places (NRHP) eingetragen (Stand 29. September 2018), der Linwood Historic District und die Linwood Borough School No. 1.

## Demographie
Nach der Volkszählung von 2000 gibt es 7.172 Menschen, 2.647 Haushalte und 1.966 Familien in der Stadt. Die Bevölkerungsdichte beträgt 723,0 Einwohner pro km². 95,20 % der Bevölkerung sind Weiße, 1,06 % Afroamerikaner, 0,11 % amerikanische Ureinwohner, 2,41 % Asiaten, 0,00 % pazifische Insulaner, 0,22 % anderer Herkunft und 0,99 % Mischlinge. 1,81 % sind Latinos unterschiedlicher Abstammung.
Von den 2.647 Haushalten haben 35,1 % Kinder unter 18 Jahre. 63,4 % davon sind verheiratete, zusammenlebende Paare, 8,5 % sind alleinerziehende Mütter, 25,7 % sind keine Familien, 22,3 % bestehen aus Singlehaushalten und in 12,9 % Menschen sind älter als 65. Die Durchschnittshaushaltsgröße beträgt 2,65, die Durchschnittsfamiliegröße 3,13.
26,2 % der Bevölkerung sind unter 18 Jahre alt, 3,8 % zwischen 18 und 24, 24,3 % zwischen 25 und 44, 27,0 % zwischen 45 und 64, 18,8 % älter als 65. Das Durchschnittsalter beträgt 43 Jahre. Das Verhältnis Frauen zu Männer beträgt 100:87,3, für Menschen älter als 18 Jahre beträgt das Verhältnis 100:83,6.
Das jährliche Durchschnittseinkommen der Haushalte beträgt 60.000 USD, das Durchschnittseinkommen der Familien 71.415 USD. Männer haben ein Durchschnittseinkommen von 51.614 USD, Frauen 31.627 USD. Der Prokopfeinkommen der Stadt beträgt 32.159 USD. 3,9 % der Bevölkerung und 3,8 % der Familien leben unterhalb der Armutsgrenze, davon sind 2,1 % Kinder oder Jugendliche jünger als 18 Jahre und 7,5 % der Menschen sind älter als 65.